# Jodie Rimmer
Jodie Rimmer (* 1974) ist eine neuseeländische Film- und Theater-Schauspielerin.

## Leben
Rimmer trat ab 1990 in verschiedenen neuseeländischen Fernsehproduktionen auf. Nach einer Rolle in der Fernsehserie Melody Rules folgten ab Ende der 1990er Jahre Auftritte in internationalen Fernsehproduktionen wie Xena – Die Kriegerprinzessin, Young Hercules und Hercules.
1998 arbeitete sie als Moderatorin für die Fernsehshow Behind the Wheel. Im Jahr 1999 übernahm sie in I'll Make You Happy als jugendliche Prostituierte Siggy ihre erste Hauptrolle in einem Spielfilm.
Einem internationalen Publikum wurde sie 2004 durch ihre Rolle als Jackie in der Literaturverfilmung Als das Meer verschwand an der Seite von Matthew Macfadyen und Emily Barclay bekannt.
Danach trat sie in Theaterstücken wie Insignificance (2004), The Jungle (2006) und Rabbit (2008) am Aucklander Silo Theatre auf. Insbesondere für ihr Schauspiel in The Jungle erhielt Rimmer überragende Kritiken.
2009 trat sie in Separation City an der Seite von Joel Edgerton, Rhona Mitra, Danielle Cormack und Thomas Kretschmann auf.

## Privatleben
Mitte der 1990er Jahre war Rimmer mit dem Schauspieler Joel Tobeck liiert. Seit dem 1. Januar 2011 ist sie mit dem Rechtsanwalt Tim Riley verheiratet. Ihr gemeinsamer Sohn kam im März 2010 zur Welt. Sie lebt in Auckland.

## Filmografie (Auswahl)
- 1990: The Rogue Stallion (Fernsehfilm)
- 1990: The New Adventures of Black Beauty (Fernsehserie, Folge 1x09 Different Races)
- 1993: Melody Rules (Fernsehserie)
- 1995: Wendy (Riding High, Fernsehserie, 4 Folgen)
- 1998: Xena – Die Kriegerprinzessin (Xena: Warrior Princess, Fernsehserie, zwei Folgen)
- 1998–1999: Young Hercules (Fernsehserie, 26 Folgen)
- 1999: I’ll Make You Happy
- 1999: Hercules (Hercules: The Legendary Journeys, Fernsehserie, zwei Folgen)
- 2001: Shortland Street (Fernsehserie)
- 2001: Snakeskin
- 2002–2003: The Strip (Fernsehserie, 39 Folgen)
- 2004: Als das Meer verschwand (In My Father’s Den)
- 2004: Not Only But Always (Fernsehfilm)
- 2008: Playing for Charlie
- 2008: Apron Strings
- 2009: Five New Things (Kurzfilm)
- 2009: Until Proven Innocent (Fernsehfilm)
- 2009: Separation City – Stadt der Untreuen (Separation City)
- 2012: Auckland Daze (Fernsehserie, 1 Folge)
- 2014: Everything We Loved
- 2014: Agent Anna (Fernsehserie, 4 Folgen)
- 2015: Deathgasm
- 2015: Brokenwood – Mord in Neuseeland (The Brokenwood Mysteries, Fernsehserie, 3 Folgen)
- 2016: Filthy Rich (Fernsehserie, 15 Folgen)
- 2017–2018: Power Rangers Ninja Steel (Fernsehserie, 2 Folgen)
- 2020: Weirdoes
- 2021: Sweet Tooth (Fernsehserie, 2 Folgen)
- 2022: Nude Tuesday
- 2022: My Life Is Murder (Fernsehserie, 1 Folge)

## Auszeichnungen
Für ihre Arbeit wurde Rimmer mehrfach mit neuseeländischen Filmpreisen ausgezeichnet:
- 2003: Best Actress für The Strip bei den TV Guide Best on the Box Awards
- 2005: Best Supporting Actress für Als das Meer verschwand bei den NZ Film & Television Awards
- 2008: Actor of the Year bei den Metro Magazine Awards